# Chrysophyllum oliviforme
Chrysophyllum oliviforme – gatunek drzew należących do rodziny sączyńcowatych. Występuje w Ameryce Środkowej, głównie na Antylach.

## Morfologia
Chrysophyllum oliviforme jest wiecznie zielonym krzewem osiągającym wysokość 3–5 m, w sprzyjających warunkach do 10 m. Liście są kształtu owalnego, o długości 3–11 cm i szerokości 2–5 cm.  Z wierzchu są gładkie, pod spodem pokryte włoskami koloru miedzi. Krzew kwitnie od lipca do października. Kwiaty małe, 3–5 mm Ciemnofioletowe, niebieskie lub czarne owoce mają długość 1–2 cm. Owoce są jadalne i posiadają słodki smak.

## Zastosowanie
W Dominikanie gatunek jest uznany za ważne źródło nektarów dla pszczół. Jadalne owoce są czasami wykorzystywane do wyrobu galaretek. Drewno jest ciężkie i mocne, wykorzystywane jest na Kubie w budownictwie. Krzew bywa sadzony ze względów estetycznych.